# Motru
Motru municípium Gorzs megyében, Olténiában, Romániában. A Motru folyó völgyében helyezkedik el.
Első írásos említései 1385 majd 1444-ből valók Ploștina néven. Ploștina 1450-től Mehedinți megyéhez tartozott, 1948-tól a település Arámabányához ezt követően 1964 január elsejétől Strehaia városhoz csatolták.
1966-ban a kommunista rezsim gigantikus építkezésekbe kezdett Ploștina faluban és környéken, a Bukaresti rendelet alapján egy új várost kellett építeni a Motru folyó mentén, azzal a céllal, hogy lignit bányászatának központja legyen. Az új várost és bányát 1968-ban adták át, ugyanakkor a települést Gorj megyéhez csatolták.
2000-ben a város municípiumi rangot kapott. Ugyancsak ebben az évben alapították meg az RMDSZ helyi szervezetét, mely az első volt Olténiában.

## Külső hivatkozások
- A polgármesteri hivatal honlapja
- Az RMDSZ első olténiai szervezete